# Popoz (film)
Popoz is een Nederlandse actie-filmkomedie uit 2015, geregisseerd door Martijn Smits en Erwin van den Eshof. De film is gebaseerd op de gelijknamige televisieserie van Comedy Central.

## Verhaal
Ivo en Randy werken bij de politie en samen met hun stagiair Coco gedragen zij zich als agenten uit de films Lethal Weapon en Beverly Hills Cop. Als het een tijdje stil is tijdens hun werkzaamheden wachten ze de instructies niet af bij een gijzeling. Ze lossen dit wel even op. Dit loopt volledig uit de hand zodat naast de gijzelnemers ook geen van de gegijzelden de situatie overleven. Ivo en Randy krijgen met deze domme actie vijf jaar gevangenis straf. In de gevangenis komen ze de gevaarlijke crimineel Mercator tegen die de twee hard aanpakt, maar hij brengt de twee wel op het spoor van een drugskartel.

## Rolverdeling
| Acteur                  | Personage   |
| ----------------------- | ----------- |
| Huub Smit               | Ivo         |
| Sergio Hasselbaink      | Randy       |
| Pierre Bokma            | Mercator    |
| Noël Deelen             | Coco        |
| Uriah Arnhem            | Jerry       |
| Yolanthe Sneijder-Cabau | Sacha       |
| Ancilla Tilia           | Leo         |
| Henriëtte Tol           | Commissaris |
| Roeland Fernhout        | Leon        |
| Leo Alkemade            | Rikkers     |
| Markoesa Hamer          | Annabel     |

## Achtergrond
De opnames vonden plaats in Wormerveer, Noordsingel (Rotterdam), Kasteel Oud-Wassenaar en de Sluispolderweg en Peperstraat (Zaandam). De filmrecensies waren over het algemeen minder positief.